# Sportclub Buochs
Lo Sportclub Buochs è una società calcistica svizzera, avente sede a Buochs nel Canton Nidvaldo.

## Storia
Fondato ufficialmente il 21 settembre 1934, ha come colori sociali il blu e il bianco, ripresi dallo stemma cittadino.
La società utilizza per le proprie partite domestiche lo Stadio Seefeld, avente una capacità di 5 000 posti (di cui 1 000 a sedere).
Il Buochs attualmente milita nella Seconda Lega interregionale. La stagione più significativa del club fu il 1972-1973 quando militò nella Lega Nazionale B, serie cadetta del campionato svizzero.

## Palmarès

### Competizioni interregionali
- Seconda Lega interregionale: 1

2014-2015 (gruppo 4)

### Altri piazzamenti
- 1ª Lega:

Secondo posto: 2017-2018 (gruppo 2)
- Seconda Lega interregionale:

Secondo posto: 2009-2010 (gruppo 3)